# ژامبرک
ژامبرک (به چکی: Žamberk) یک منطقهٔ مسکونی و شهرستان دارای شهرک سابقاً روستا در جمهوری چک است که در شهرستان اوستی ناد اورلیتسی واقع شده‌است. ژامبرک ۶٬۰۷۹ نفر جمعیت دارد.

## خواهرخوانده
شهرهای وسپریم و فرساگراندیناریا خواهرخوانده‌های ژامبرک هستند.